# Outillothèque
Une outillothèque, ou outilthèque ou bricothèque, est une structure ayant pour vocation le prêt ou l'emprunt d'outils, d'équipements et de matériel didactique, fonctionnant soit comme un magasin de location, avec des frais pour l'emprunt, soit plus communément gratuitement comme une forme de partage communautaire.

## Fonctionnement
Une outillothèque remplit les tâches principales suivantes :
- Prêt : toutes sortes d'outils à utiliser dans le cadre de projets bénévoles, de projets d'entretien et d'amélioration de rénovation

- Responsabilisation : pour le retour complet et en temps voulu de tous les outils empruntés, afin de garantir la durabilité à long terme de l'inventaire disponible. Le personnel cherche également à obtenir une compensation pour les outils perdus et les outils rendus en retard.

- Entretien : effectuer l'entretien de routine et les réparations sur tous les équipements afin de garantir leur bon état et de prolonger la durée de vie de l'inventaire. Cette fonction est généralement assurée par des bénévoles et des travailleurs des services communaux

- Éducation : Certaines bibliothèques d'outils proposent également des cours éducatifs. Le Vancouver Tool Library and Community Access Center (VTLCAC) de Vancouver, dans l'État de Washington, offre un soutien aux projets individuels et des cours sur le travail du bois et l'entretien de base des voitures.

## Galerie

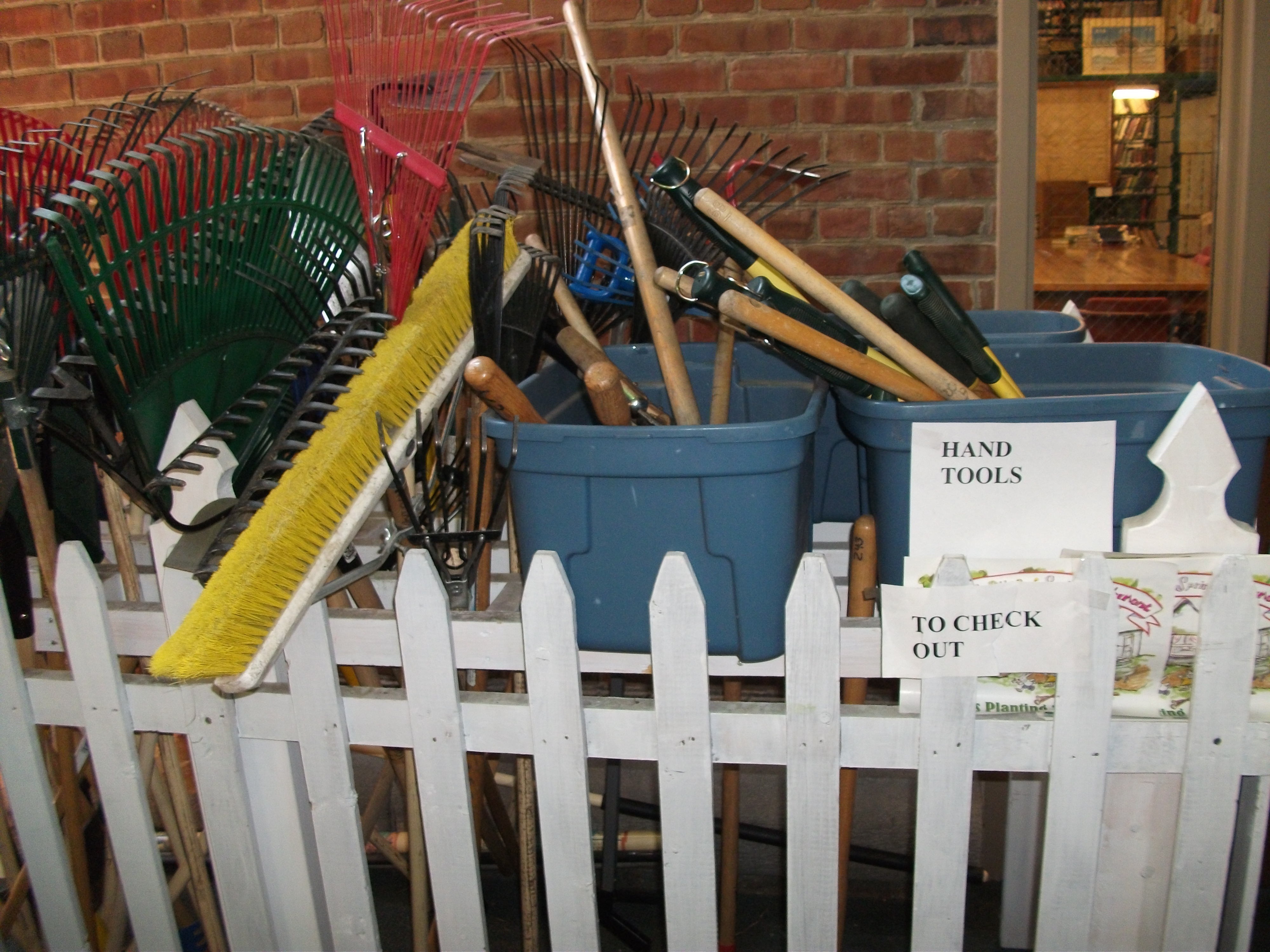
Outillothèque de Fletcher
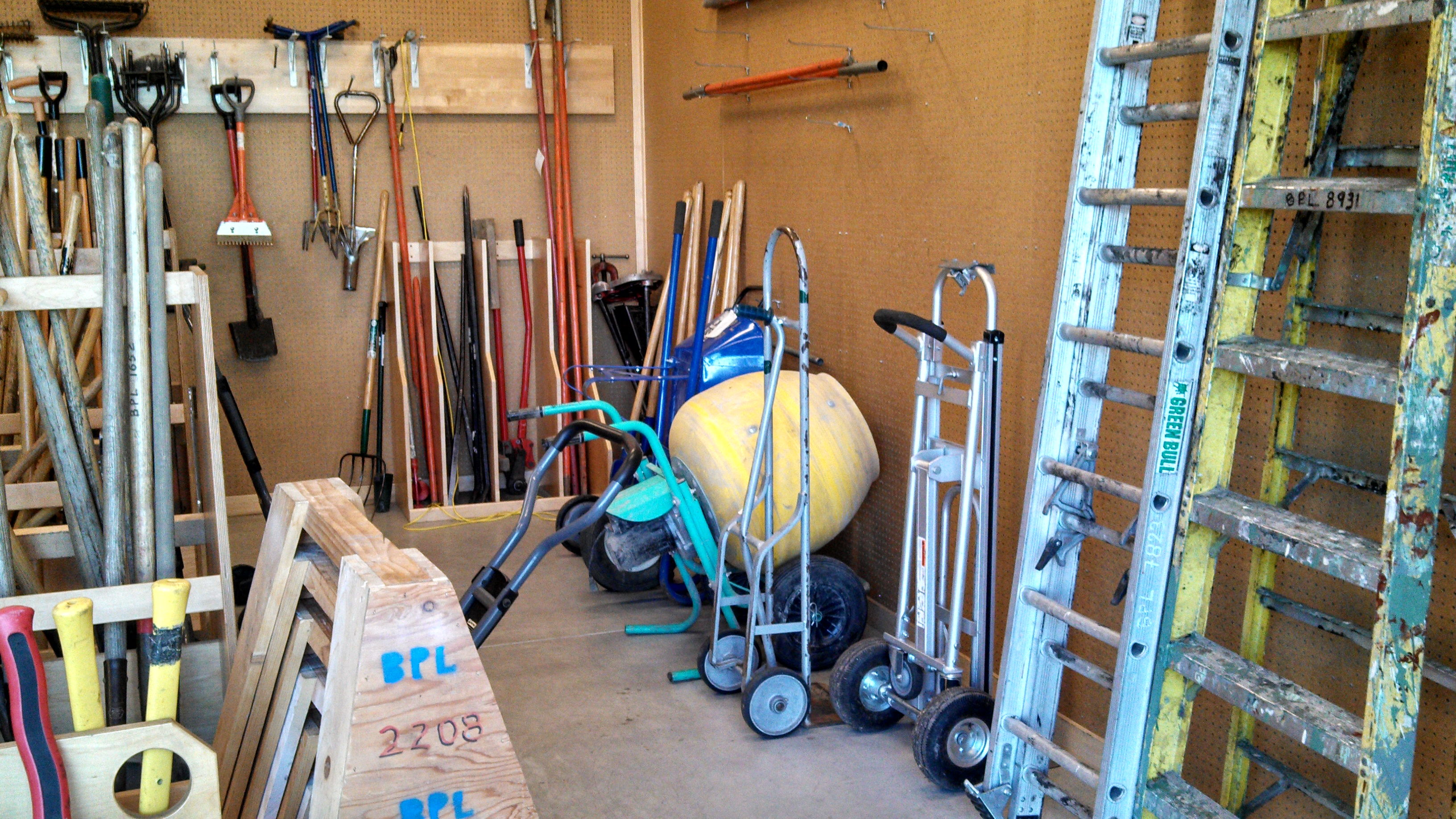
Outillothèque de Berkeley
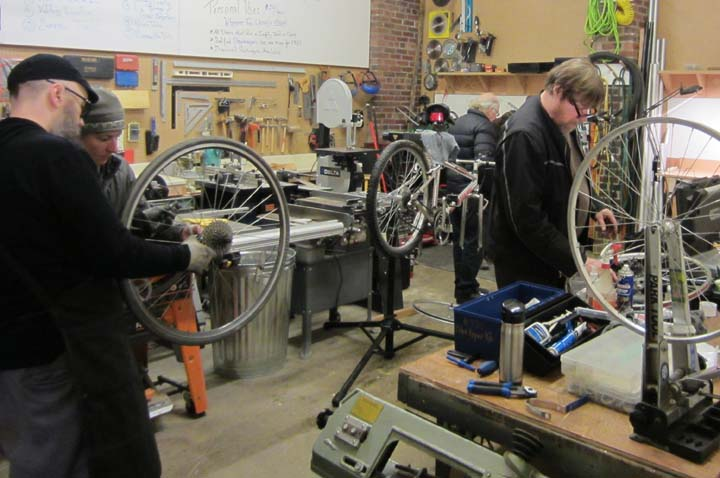
Atelier à l'outillothèque de Seattle Ouest

## Types d'outils
Certaines outillothèques sont spécialisées, par exemple dans les outils de jardinage.

### Jardinage
Spécialisée dans le jardinage, l'outillothèque de  Libercourt propose ces outils : râteau, rouleau, pioche, plantoir, louchet, râteau manche, fourche bêche et à fumier, griffe manche trois dents et à main, binette, taille haie (électrique), tondeuse (électrique), motoculteur, élagueuse 4m (électrique à batterie fournie), rotophile (électrique à batterie fournie), karcher, débroussailleuse (électrique), enrouleur 25m, mini trois dents, mini pelle, sécateur de force et seau, couteau à désherber, coupe bordure et branche téléscopique, échelle articulée, scie circulaire / bois à main /à métaux et sauteuse (batterie), pince moly, meuleuse d’angle (batterie) et perceuse (batterie)

## Histoire

### Histoire des outillothèques nord-américaines
En Amérique du Nord, une outillothèque est appelée tool library.
La première outillothèque connue a été créée par le Rotary Club de Gross Pointe, à Gross Pointe, dans le Michigan, en 1943.
Une autre outillothèque vu le jour en 1976 à Columbus, dans l'Ohio. Gérée à l'origine par la ville, la bibliothèque d'outils est maintenant exploitée par ModCon Living, une organisation à but non lucratif qui œuvre à la préservation et à la revitalisation des maisons et des communautés du centre de l'Ohio. L'outillage de ModCon Living met gratuitement à la disposition des particuliers et des organisations à but non lucratif plus de 4 500 outils. Cette bibliothèque d'outils fait partie de ce que l'on pourrait considérer comme la première génération de bibliothèques d'outils — y compris la Phinney Tool Library en 1978 et la Berkeley Tool Library en 1979 — dont la plupart ont été fondées à la fin des années 70 ou au début des années 80. Beaucoup de ces outillothèques ont été créées grâce à des subventions globales de la communauté. Une variante du modèle d'outillothèque existe à Atlanta, en Géorgie. À l'Atlanta Community ToolBank, les outils sont réservés à l'usage exclusif des organisations à but non lucratif et autres organisations communautaires qui réalisent des projets de bénévolat et d'entretien des installations. L'inventaire des outils de la ToolBank n'est pas accessible aux particuliers.
En 2009, la communauté de West Seattle, dans l'État de Washington, a créé la West Seattle Tool Library, qui propose une grande variété d'outils et de ressources aux particuliers et aux organisations, tout en encourageant spécifiquement un mode de vie urbain durable. En 2011, Popular Mechanics a classé la « construction d'une outillothèque locale » parmi ses dix meilleures façons de changer le monde, tout en mettant en avant l'outillothèque de West Seattle.
En réponse à cette reconnaissance, Share Starter a commencé à offrir un Tool Library Starter Kit gratuit à toute communauté intéressée par la création de sa propre bibliothèque de prêt. Ce kit comprend des directives de démarrage, des questions fréquemment posées et des exemples de documents. En outre, le Center for a New American Dream a publié un webinaire qui met en lumière les idées d'une poignée d'outillothèques sur la façon de démarrer.
Compte tenu de leur popularité croissante et de leur succès avéré, les outillothèques jouent désormais un rôle dans l'économie du partage et peuvent être trouvées dans les bibliothèques publiques locales et les makerspaces, par exemple. Il existe des plateformes logicielles permettant de gérer des bibliothèques d'outils et d'autres types de bibliothèques de prêt.

## Répartition

### Canada
Cartierville, Saint-Michel

### France
- Denain[3], Dutemple, La Madeleine[4], Libercourt